# Sardinella atricauda
Sardinella atricauda är en fiskart som först beskrevs av Günther, 1868.  Sardinella atricauda ingår i släktet Sardinella och familjen sillfiskar. Inga underarter finns listade i Catalogue of Life.